# Fakulteta za arhitekturo v Ljubljani
Fakulteta za arhitekturo (kratica FA) je fakulteta, ki je članica Univerze v Ljubljani.
Trenutni dekan je Mihael Dešman.

## Katedre
- Katedra za družbene stavbe
- Katedra za stanovanjske stavbe
- Katedra za urbanizem
- Katedra za oblikovanje
- Katedra za konstrukcije
- Katedra za razvoj računalniškega projektiranja
- Katedra za teorijo arhitekture